# Voraptus extensus
Voraptus extensus är en spindelart som beskrevs av Roger de Lessert 1916. Voraptus extensus ingår i släktet Voraptus och familjen taggfotsspindlar. Inga underarter finns listade i Catalogue of Life.